# Karatepe
Karatepe is een archeologische vindplaats in Turkije bij het dorpje Kızyusuflu in het district Kadirli van de provincie Osmaniye. Het is een oude vesting gelegen in het ruige Taurusgebergte in het noordoosten van Cilicië. De vesting ligt op een heuvel de Ayrıca Tepesi (224 m boven zeeniveau) op de westelijke oever van de rivier de Ceyhan (Pyramos)

## Geschiedenis van de opgravingen
H. Th. Bossert en Halet Çambel werden zich in 1945 ervan bewust dat er mogelijk een rotsreliëf van een leeuw in de deze streek te vinden was. Een ploeg van de universiteit van Istanbul raakte in februari 1946 ingesneeuwd in Feke en hoorden daar van plaatselijk bekenden dat deze plek inderdaad bestond. Een plaatselijke schoolmeester Efrem Kuşçu wist het te vinden. Bij aankomst bleken er niet alleen standbeelden maar ook inscripties te zijn, en wel in twee talen: hiërogliefisch Luwisch en Fenicisch. Het is zelfs de langste tekst in die laatste taal die bekend is en de inscripties zijn elkaars vertalingen.
Opgravingen begonnen in de herfst van 1947 gefinancierd door het Turks Historisch Genootschap onder leiding van H. Th. Bossert met een ploeg van de Universiteit van Istanbul. Een complicatie was de regeringsbeslissing de Aslantaşdam te verhogen waardoor een deel van het dal van de Ceyhan onderliep. Een kruisvaardersruïne (Kumkale) ging hierdoor verloren en het dal moest in allerijl op archeologische overblijfselen onderzocht worden. Hierdoor liep de opgraving van Karatepe aanzienlijke vertraging op.

## De inscripties
De inscripties bevatten de annalen van vorst Azitiwada (ca. 730-710 v.Chr.) en geven de plaatsnaam als Azitiwaqadiya. Hij was aangesteld door koning Awariku van Que, een van de neo-Hettitische vorstendommen. Mogelijk is deze koning dezelfde persoon als de Urriki van Que die genoemd wordt in de annalen van de Assyrische koning Tiglat-Pileser III als een vorst die hem schatting betaalde.
Azitiwada zegt van zichzelf:

Ik ben Azitiwada, de stadhouder van Baäl. Ik ben in mijn positie van gezag verheven door mijn vader, Awariku, de koning van Adana. Met Baäls zegen ben ik zowel vader als moeder geworden van de Danuniërs in de vlakte van Adana, hun land uitstrekkend van zonsopgang tot zonsondergang...

De naam Danuna/Dnyn in het Fenicisch komt waarschijnlijk overeen met de Egyptische dnnyn en heeft waarschijnlijk betrekking op de bewoners van de Adana(wa) en de vlakte van Cilicië. De vorst gaat verder te vertellen dat alles goed ging onder zijn bewind. Dat zou niet zo blijven. Rond 720 v.Chr. werd de burcht onder Salmanasser V door de machtige Assyriërs geplunderd en in brand gestoken en onder Esarhaddon gebeurde dat rond 680 v.Chr. nog eens.